# Lau kyrka
Lau kyrka är Gotlands största landsortskyrka. Den ligger i Lau och tillhör När-Lau församling i Visby stift.

## Kyrkobyggnaden
Mest känd är den kanske för sin unika efterklang på 12 sekunder. Musikstycken har blivit specialkomponerade för att utnyttja denna efterklang i kombination med själva rummet, och kan alltså enbart uppföras i Lau kyrka. Även skivor som "Du Rietz a cappella" har spelats in enbart på grund av kyrkans långa efterklang.  Denna efterklang har dock blivit aningen, aningen kortare då stolarna i kyrkan bytts ut till bänkrader. Varje år uppförs här bland annat kompositören Gunnar Buchts specialskrivna Musik för Lau av GotlandsMusikens symfoniska blåsorkester.

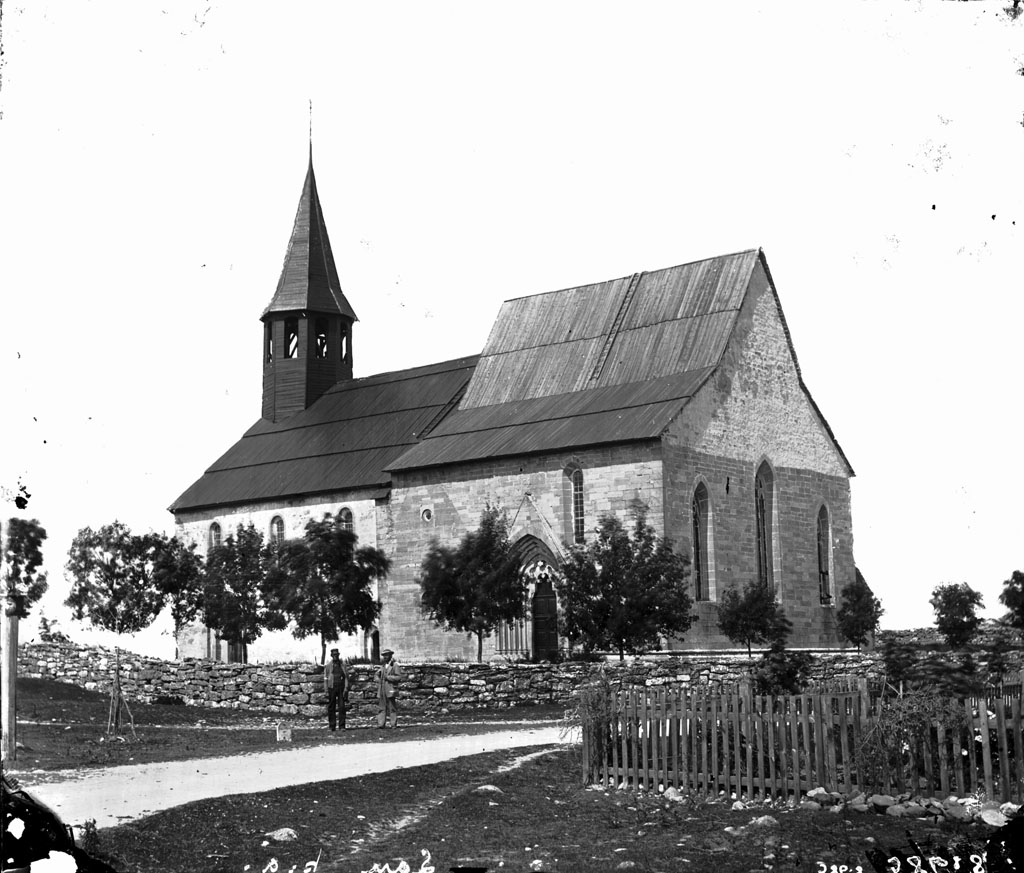
Två män framför Lau kyrka, 1875.

På 1280-talet byggdes kyrkan ut med hjälp av de stora inkomster man fick genom handel med andra länder. 1805 putsades kyrkan om utvändigt och 1807 invändigt. Svarta dekorationer målades på alla kanter i valv, på pelare och vid fönsternischerna. Kyrkan fick nytt trägolv.
År 1958–1960 gjordes den mest genomgripande förändringen av Lau kyrka som någon Gotlandskyrka genomgått på 1900-talet efter plan av arkitekt Åke Porne. Kyrkan hade då tagit stor skada av det läckande taket, något som varit problem under alla århundraden. Redan på 1600-talet finns uppgifter om att det utgick rikskollekt till Lau kyrkas tak och man fick även senare hjälp. Nu lades koppartak på kyrkan som skulle hålla tätt länge. En ny lite mindre takryttare kläddes också den med kopparplåt, något som ingen annan gotländsk kyrka har. Västgavelns övre del, som aldrig blev klar på medeltiden, murades nu upp i nock och kyrkans ojämna väggar putsades med betong.
Bredvid kyrkan ligger Kastalbacken. Här finns en stenhusruin som sannolikt tidigare varit ett försvarstorn, en så kallad kastal. Idag finns bara nedersta våningens två rum kvar, varav ett har delar av valvet i behåll. Tornet byggdes på 1100-talet till bygdens försvar, vilket visar på platsens centrala betydelse. Om det funnits ett försvarsverk tidigare i trä vet man inte. I fornminnesregistret kategoriseras den som en stenhusruin och storleken anges till 27 gånger 12 meter. Höjden på de kallmurade kalkstensväggar är en halv till två meter.
Troligen omkring 1200-talets mitt lät man bygga en ny prästgård, den gamla som sannolikt var av trä var förmodligen utsliten.

## Inventarier
Kyrkans äldsta del är det romanska långhuset i rundbågestil från första hälften av 1200-talet. Kyrkan byggdes av cisterciensermunkar, och tanken var att kyrkan skulle ha blivit ännu större. Troligt är att kyrkan har samband med Sankt Olofskulten och att kyrkan var avsedd för passerande pilgrimer.
Kyrkans enda kalkmålningar sitter på den igenmurade tornbågen. Kyrkans triumfkrucifix lär vara Nordens största.
Det långa altarskåpet tillverkades i Lübeck under 1400-talets förra hälft.
Dopfunten av grå kalksten är tillverkad omkring år 1200 av stenmästaren Sighraf.

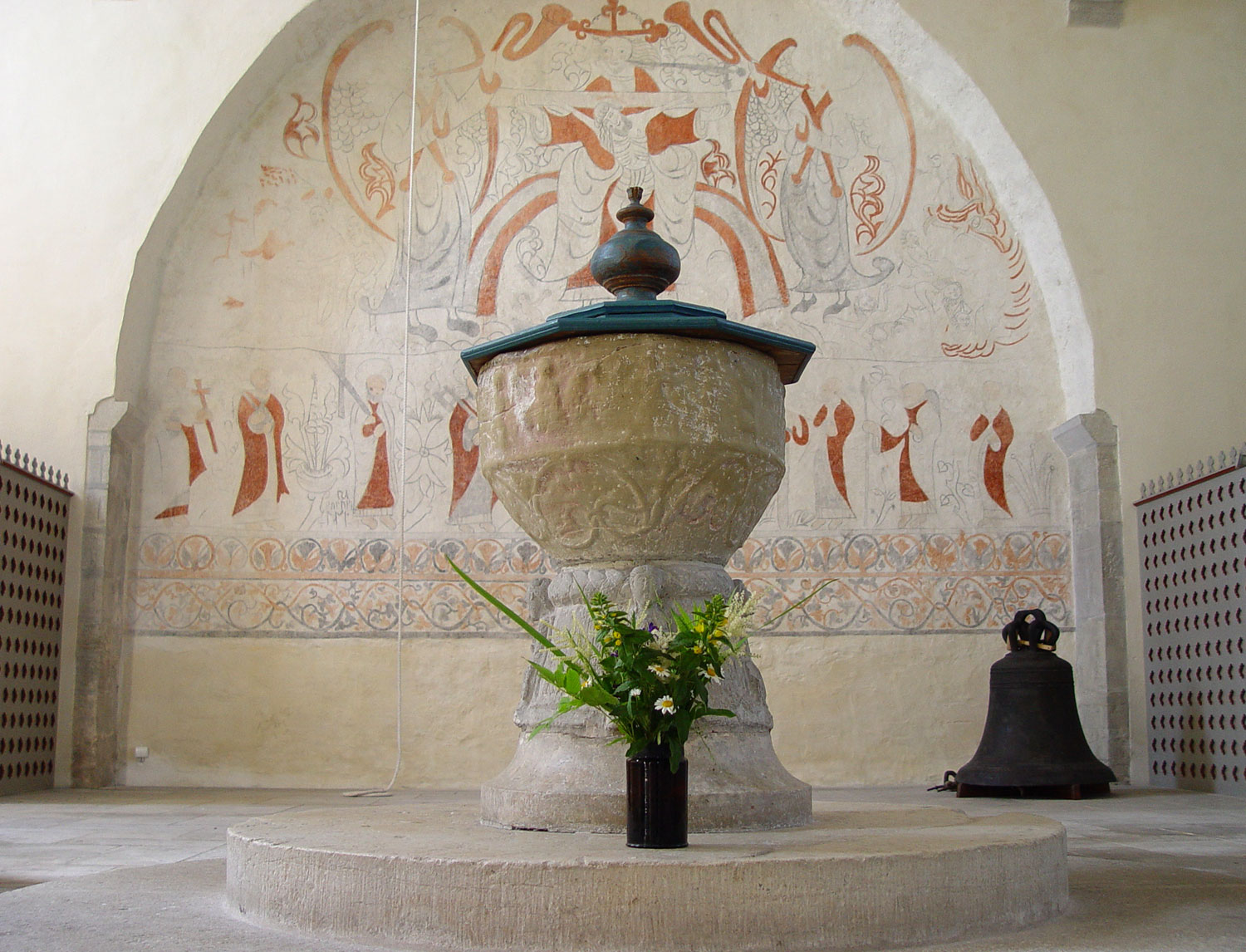
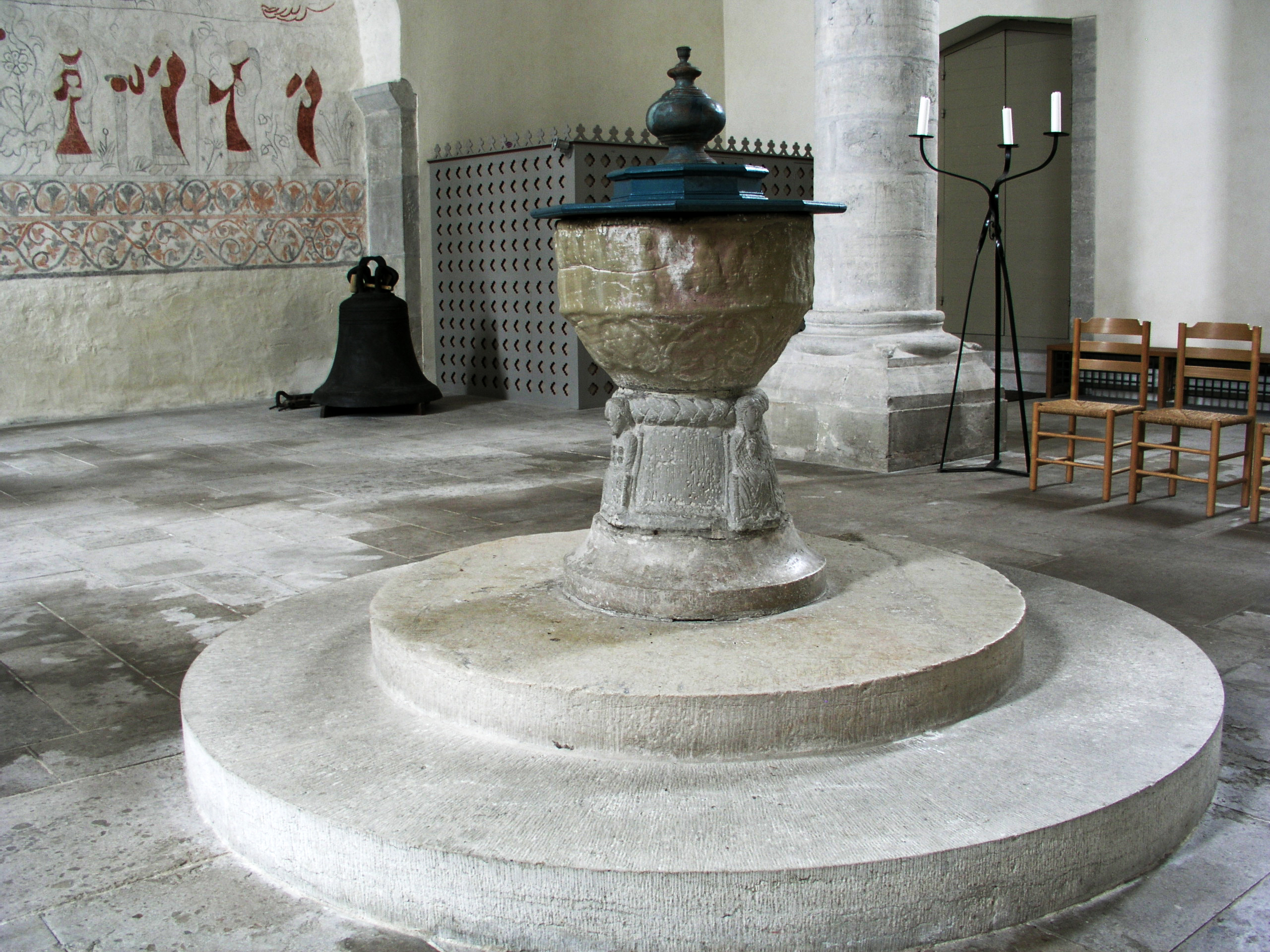
Dopfunt från 1200
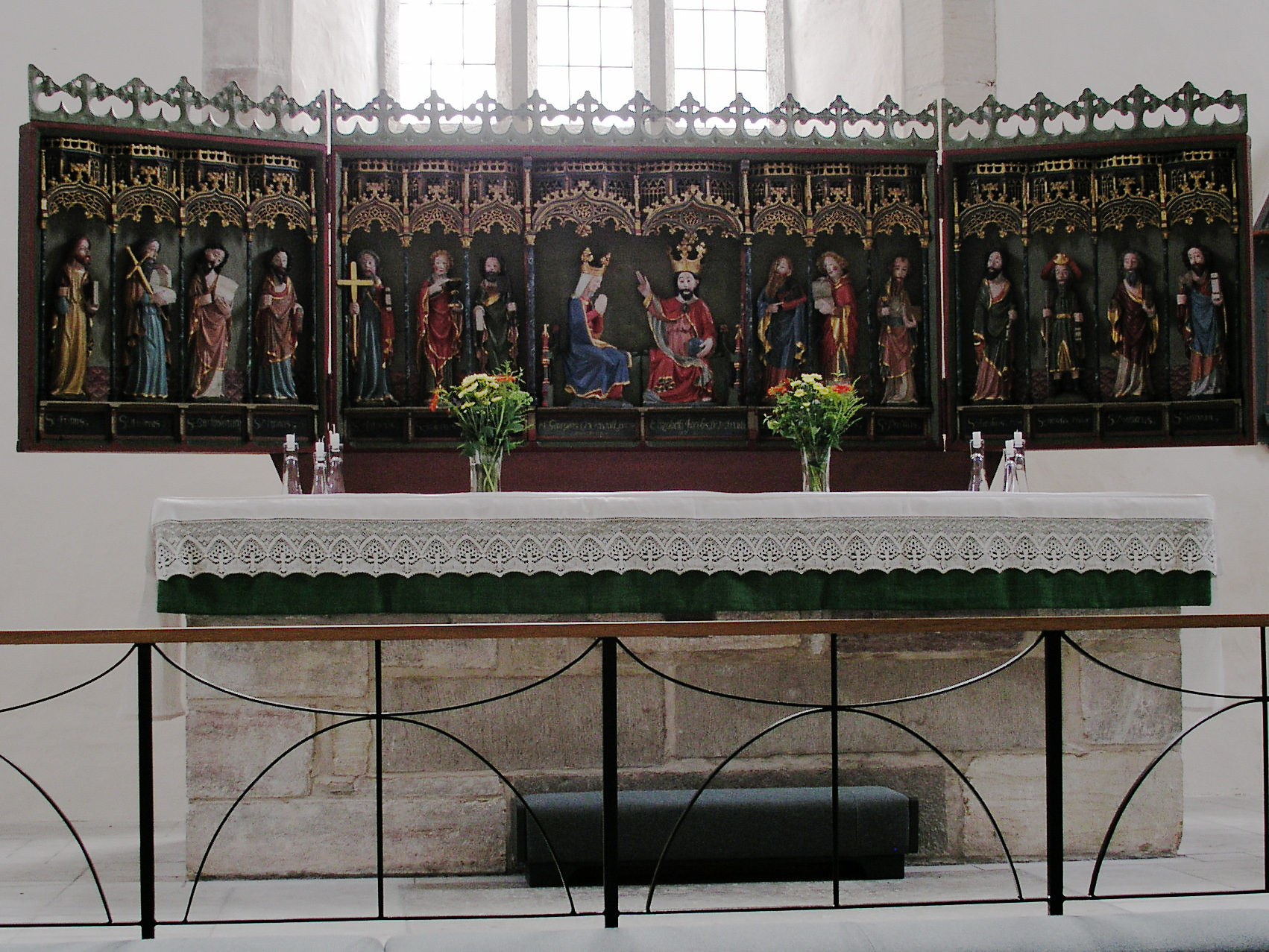
Altarskåp från Lübeck
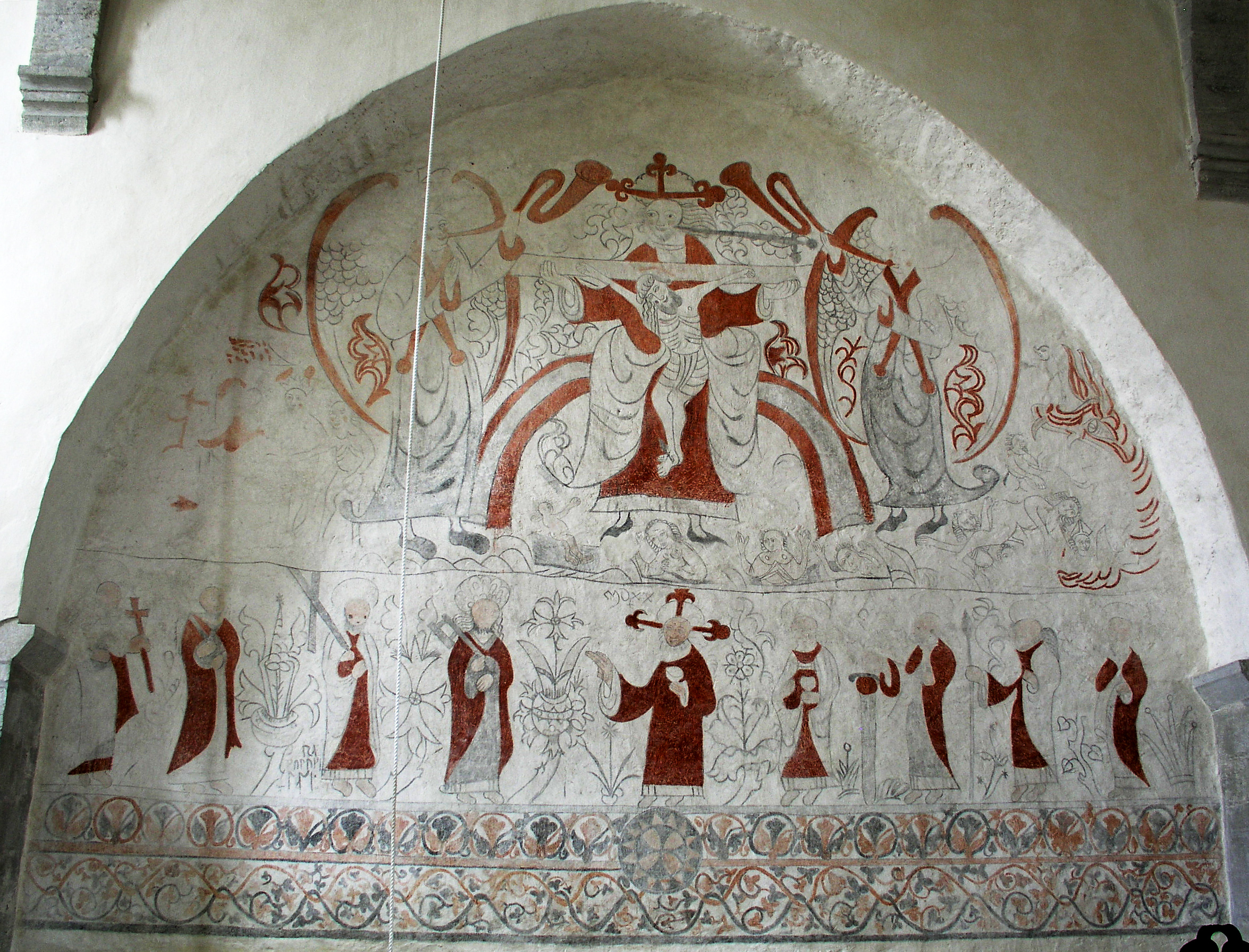
Kalkmålningar
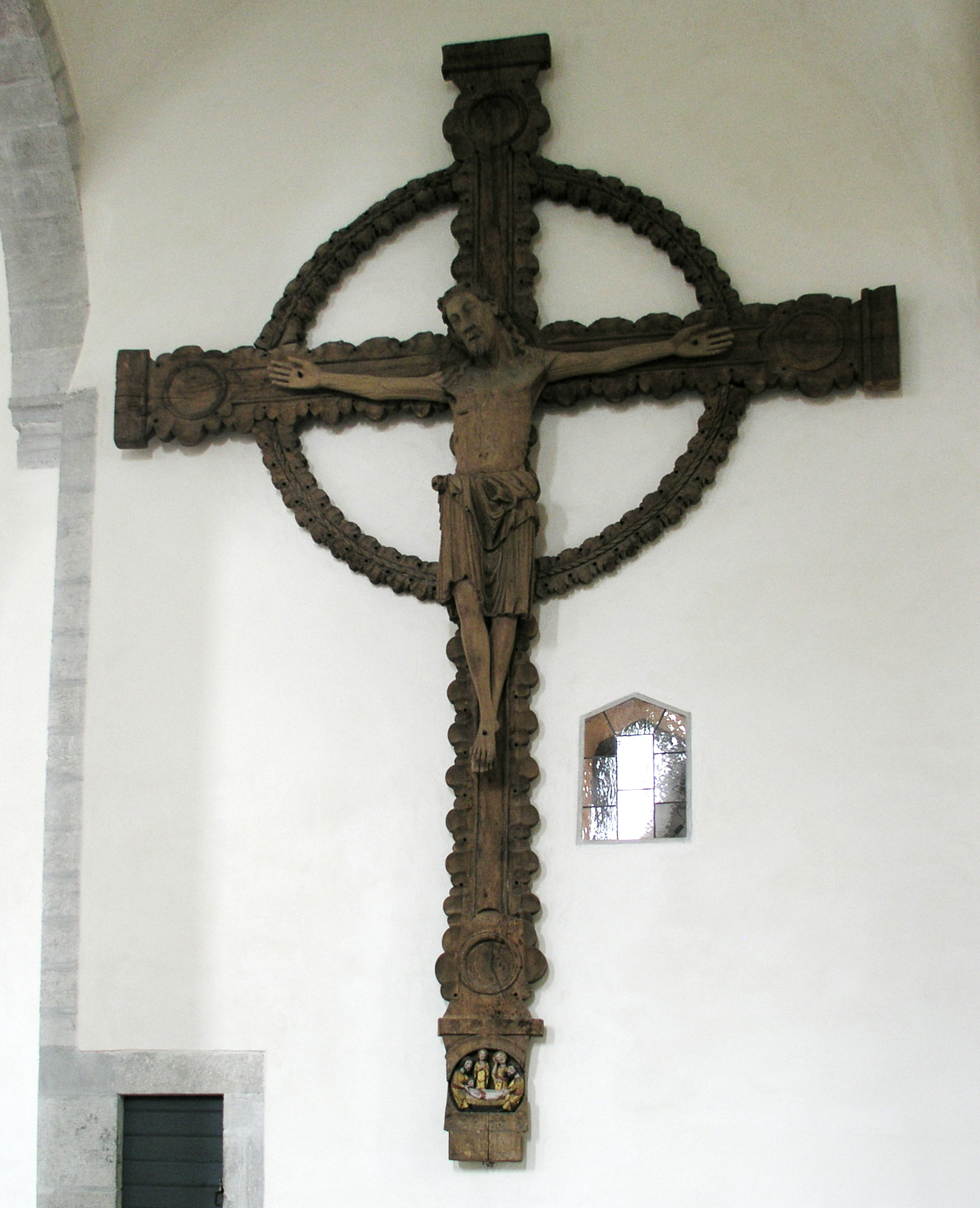
Triumfkrucifix
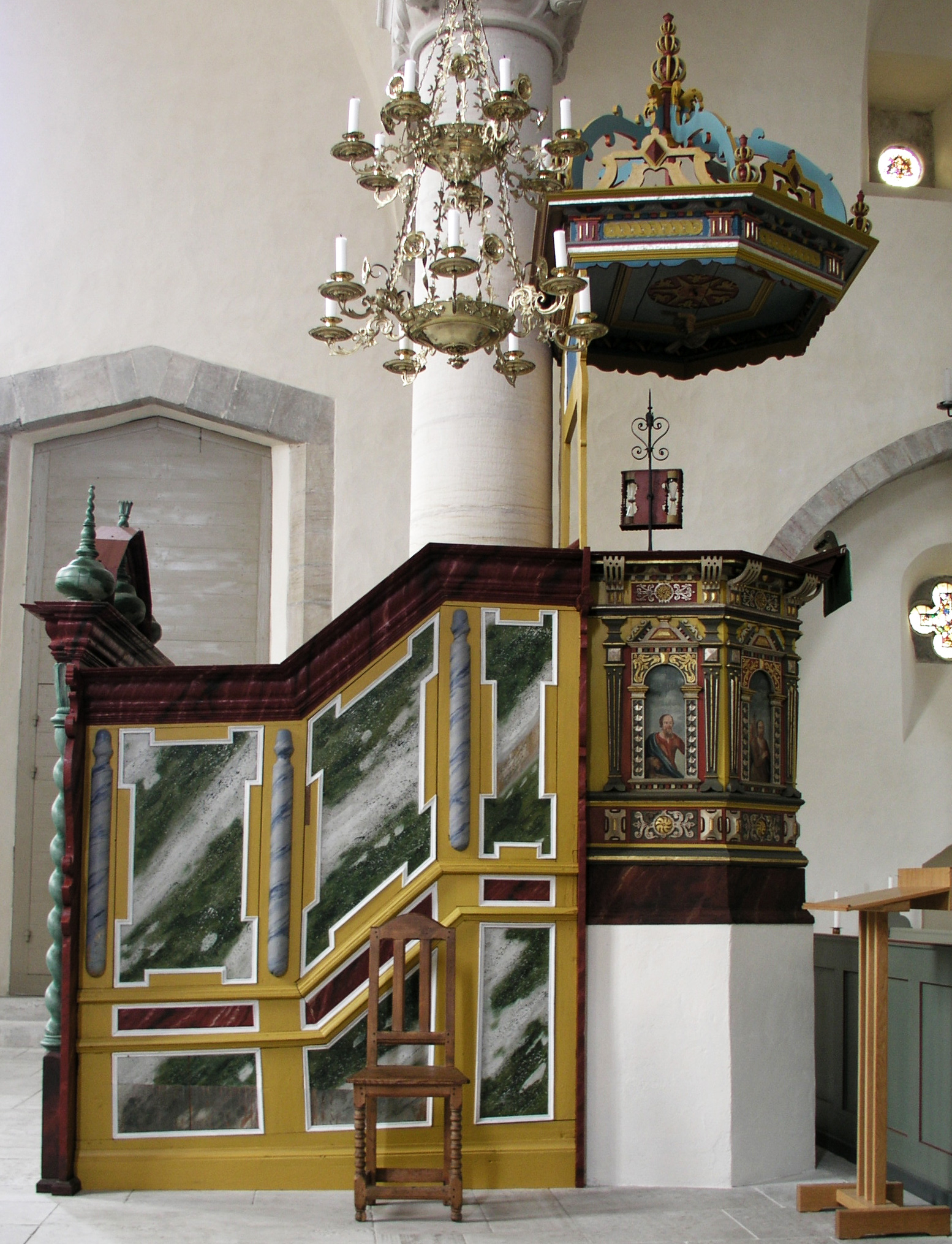
Predikstol från 1600-talet, möjligen tillverkad av Joachim Sterling

## Exteriör

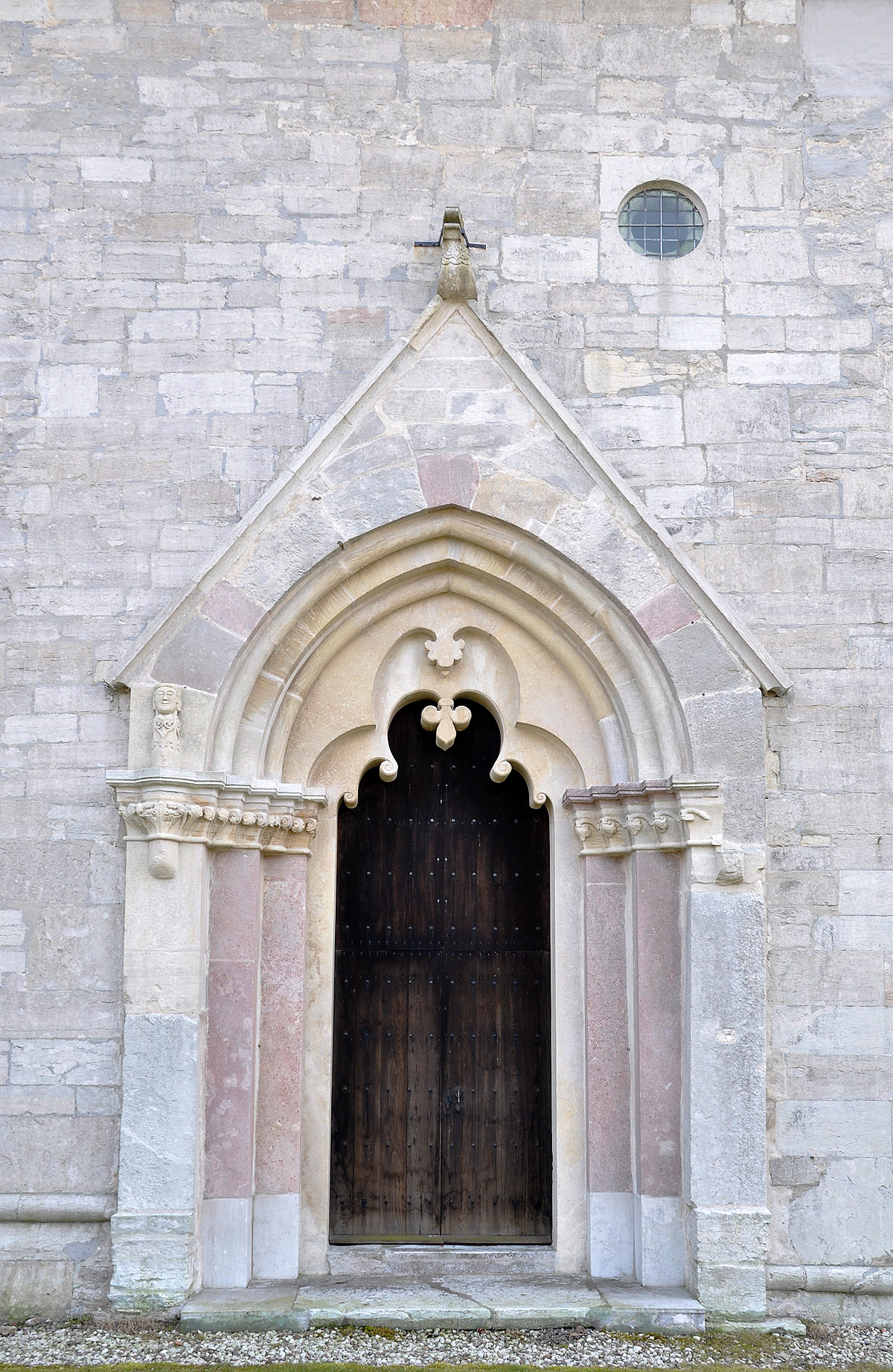
Portal.
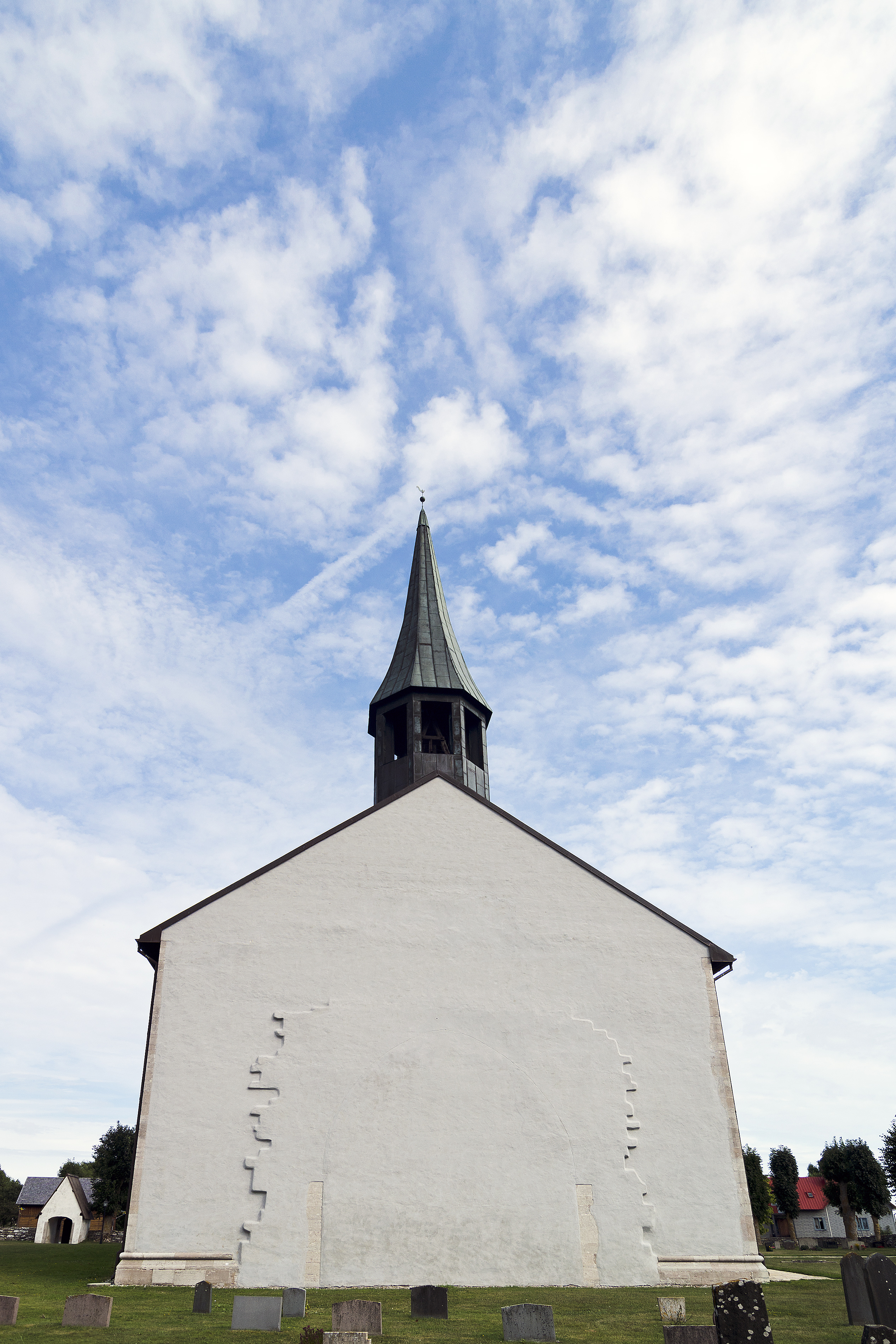
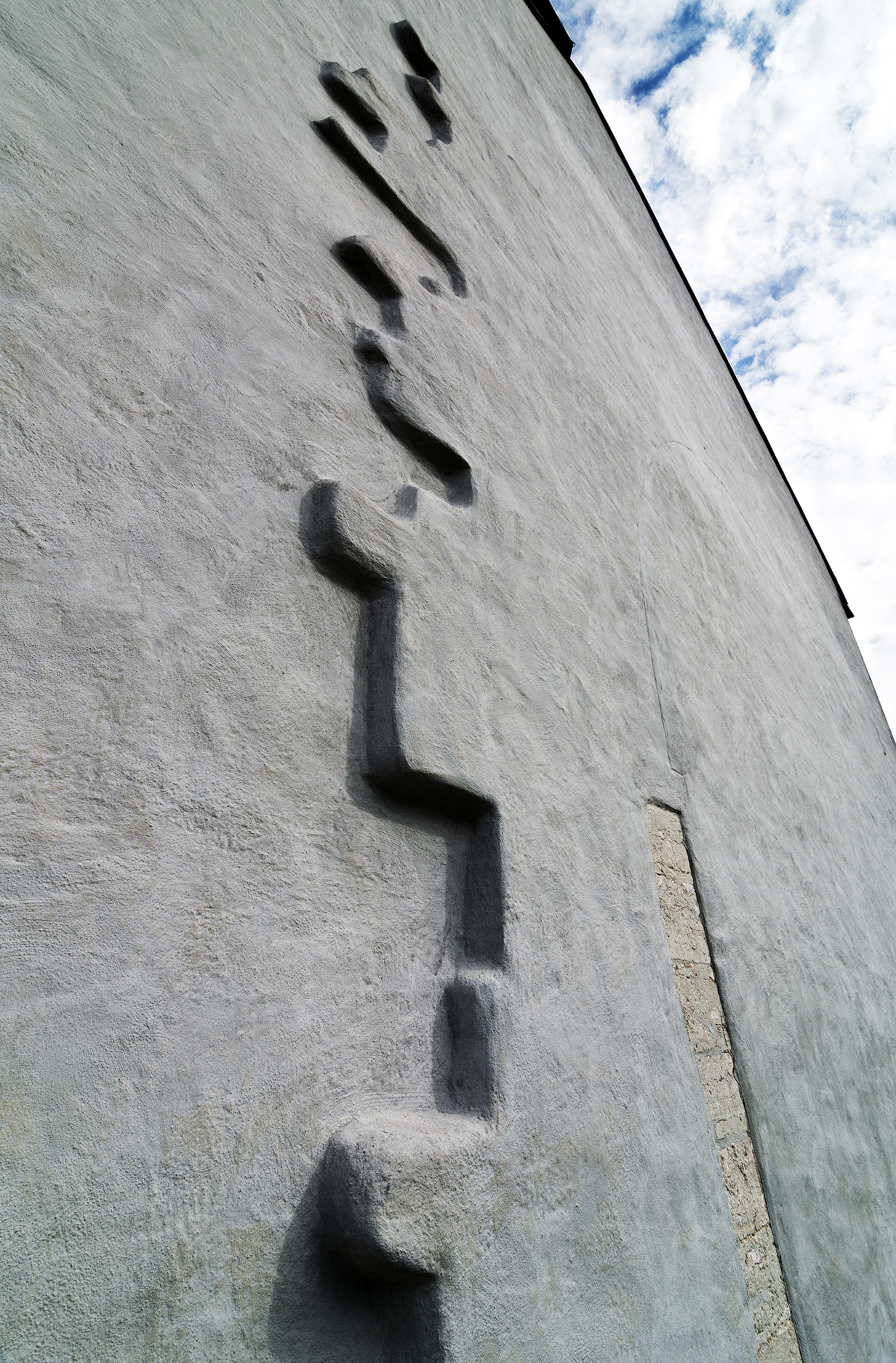
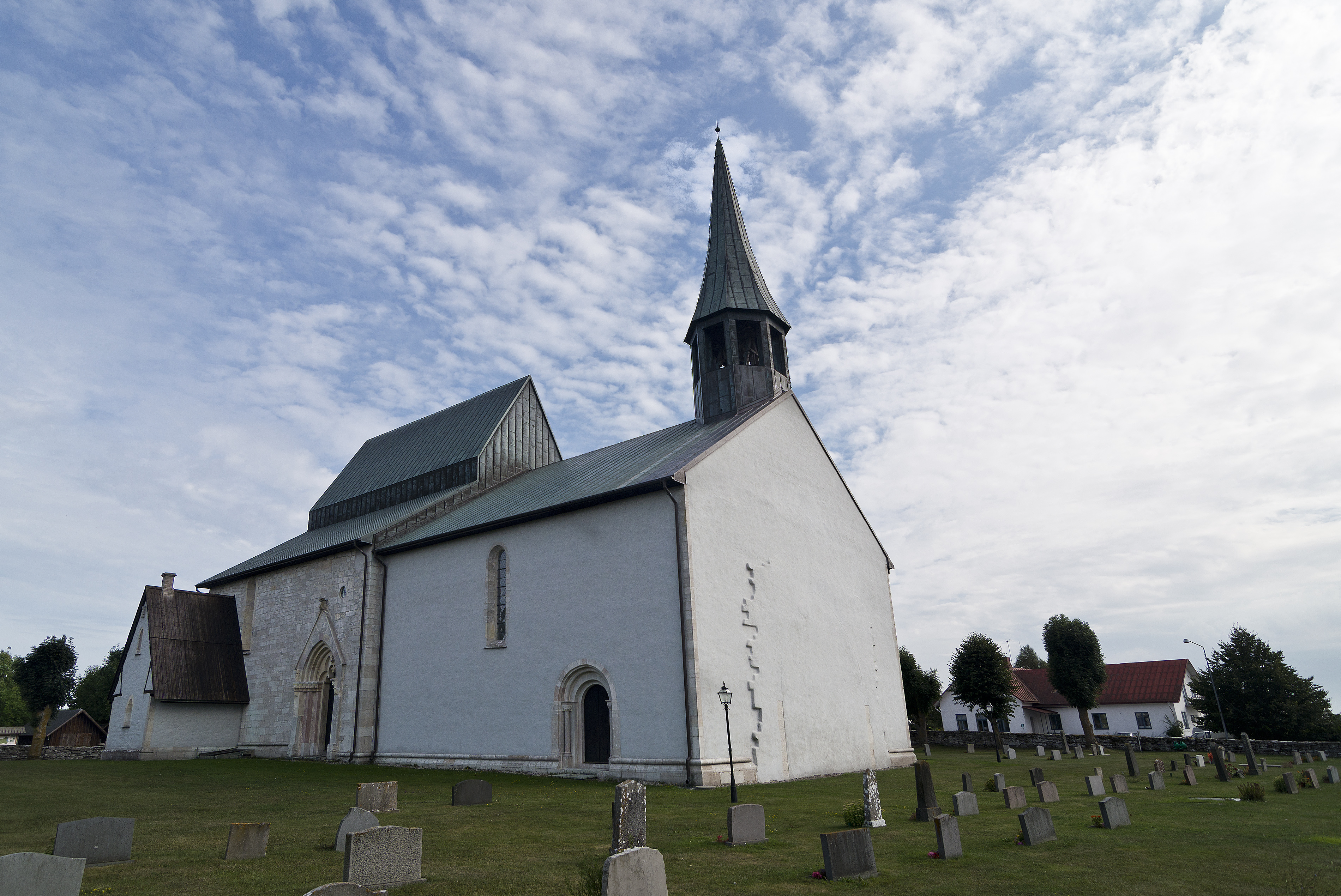

## Orgel
- 1892 flyttades en orgel hit från Visby domkyrka.
- 1960 byggde Åkerman & Lund, Knivsta, en mekanisk orgel.

| Manual        | Pedal        | Koppel  |
| Gedackt 8’    | Subbas 16'   | Man/Ped |
| Kvintadena 8’ | Principal 4' |         |
| Principal 4’  | Gedackt 4'   |         |
| Spetsflöjt 4' |              |         |
| Kvinta 2 2⁄3' |              |         |
| Oktava 2'     |              |         |
| Mixtur 4-5 ch |              |         |

- 2011 byggdes en ny orgel 12 stämmor, två manualer och pedal av orgelbyggare Tomas Svenske AB

| Man I. Huvudverk | Man II. Positiv | Pedal      | Koppel |
| ---------------- | --------------- | ---------- | ------ |
| Principal 8'     | Gedackt 8'      | Subbas 16' | II/I   |
| Gedackt 8'       | Flöjt 4'        |            | I/P    |
| Fugara 8'        | Cornett III     |            |        |
| Oktava 4'        |                 |            |        |
| Spetsflöjt 4'    |                 |            |        |
| Quinta 3'        |                 |            |        |
| Oktava 2'        |                 |            |        |
| Mixtur III       |                 |            |        |

## Fotnoter
1. ↑  63:1, Riksantikvarieämbetet.